# Ігнацув (Володавський повіт)
Ігнацув (пол. Ignaców) — село в Польщі, у гміні Вирики Володавського повіту Люблінського воєводства. Населення — 14 осіб (2011).

## Історія
За даними етнографічної експедиції 1869—1870 років під керівництвом Павла Чубинського, у селі переважно проживали греко-католики, які розмовляли українською мовою.
У 1943 році в селі проживало 37 поляків і 11 українців. Українців виселили до СРСР, а більшість поляків добровільно покинули село й переїхали на колишні німецькі землі, віддані Польщі в 1945 році.
У 1975—1998 роках село належало до Холмського воєводства.

## Демографія
Демографічна структура станом на 31 березня 2011 року:
|          | Загалом | Допрацездатний вік | Працездатний вік | Постпрацездатний вік |
| -------- | ------- | ------------------ | ---------------- | -------------------- |
| Чоловіки | 7       | 0                  | 4                | 3                    |
| Жінки    | 7       | 1                  | 3                | 3                    |
| Разом    | 14      | 1                  | 7                | 6                    |